# Adrenalina (singel Michała Szczygła)
Adrenalina (zapis stylizowany: ADRENALINA) – pierwszy singel polskiego piosenkarza Michała Szczygła z jego drugiego albumu studyjnego, zatytułowanego Michał Szczygieł. Singel został wydany 20 lipca 2022.
Kompozycja znalazła się na 1. miejscu listy AirPlay – Top, najczęściej odtwarzanych utworów w polskich rozgłośniach radiowych. Nagranie otrzymało w Polsce status podwójnie platynowego singla, przekraczając liczbę 100 tysięcy sprzedanych kopii.

## Geneza utworu i historia wydania
Utwór napisali i skomponowali Michał Szczygieł, Karol Serek i Paweł Wawrzeńczyk.
Singel ukazał się w formacie digital download 20 lipca 2022 w Polsce za pośrednictwem wytwórni płytowej Universal Music Polska w dystrybucji Polydor Records. Piosenka została umieszczona na drugim albumie studyjnym Szczygła – Michał Szczygieł.
11 października 2022 piosenka została zaprezentowana na żywo w programie Dzień dobry TVN.
Utwór znalazł się na polskich składankach m.in.: Hity na czasie: Jesień 2022 (wydana 30 września 2022), Bravo Hits: Jesień 2022 (wydana 30 września 2022), Najlepsze hity 2022 (wydana 2 grudnia 2022) i Hity na czasie: Zima 2023 (wydana 2 grudnia 2022).

## „Adrenalina” w stacjach radiowych
Nagranie było notowane na 1. miejscu w zestawieniu AirPlay – Top, najczęściej odtwarzanych utworów w polskich rozgłośniach radiowych.

## Teledysk
Do utworu powstał teledysk zrealizowany przez Yoko3 Production, który udostępniono w dniu premiery singla za pośrednictwem serwisu YouTube.
Wideo znalazło się na 4. miejscu na liście najczęściej odtwarzanych teledysków przez telewizyjne stacje muzyczne.

## Lista utworów
- Digital download[2]

1. „Adrenalina” – 3:00

## Notowania
| Kraj   | Lista (2022)      | Najwyższa pozycja |
| ------ | ----------------- | ----------------- |
| Polska | AirPlay – Top     | 1                 |
| Polska | AirPlay – Nowości | 1                 |
| Polska | AirPlay – TV      | 4                 |

| Kraj   | Lista (2022)  | Pozycja |
| ------ | ------------- | ------- |
| Polska | AirPlay – Top | 50      |

## Certyfikaty
| Kraj          | Certyfikat         | Sprzedaż |
| ------------- | ------------------ | -------- |
| Polska (ZPAV) | 2× platynowa płyta | 100 000+ |

## Wyróżnienia
| Rok  | Konkurs                  | Kategoria                   | Rezultat    |
| ---- | ------------------------ | --------------------------- | ----------- |
| 2022 | Gorąca 100               | 100 największych hitów 2022 | 50. miejsce |
| 2022 | Przebój roku RMF FM 2022 | Przebój roku                | 69. miejsce |